# Katharine Elkus White
Pour les articles homonymes, voir Katharine White et White.
Katharine Elkus White, née le 25 novembre 1906 et morte le 24 avril 1985 à Red Bank (New Jersey), est une femme politique et diplomate américaine. Membre du Parti démocrate, elle est maire de Red Bank (New Jersey) entre 1951 et 1956, présidente de la New Jersey Turnpike Authority (en) entre 1955 et 1964 puis ambassadrice des États-Unis au Danemark entre 1964 et 1968.

## Biographie

### Origines, études et vie privée
Elle est la fille d'Abram Isaac Elkus (en) et de Gertrude Rosalie Hess. Son père fut nommé par Woodrow Wilson ambassadeur des États-Unis dans l'Empire ottoman. Katharine Elkus vit donc à Constantinople avec lui entre 1916 et 1919. La famille revient ensuite aux États-Unis, à Red Bank (New Jersey).
Diplômée du Vassar College en 1928, elle se marie le 3 octobre 1929 avec Arthur J. White, un agent de change devenu plus tard le secrétaire exécutif du New York Clothing Manufacturers Exchange. Ils élèvent leurs deux enfants à Red Bank, Lawrence Elkus White, né en 1931, et Frances Elkus White, née en 1933,.

### Carrière politique
Elle s'implique dans la vie politique locale, au sein du Parti démocrate, tentant sans succès de se faire élire au conseil de quartier de la ville, perdant par treize votes. Elle se présente également sans succès comme candidate démocrate à l'Assemblée générale du New Jersey pour le comté de Monmouth en 1934 et pour le conseil des propriétaires fonciers du comté en 1935.
Elle est déléguée aux conventions nationales du Parti démocrate de 1936, 1940, 1944 et 1948. En 1940, elle devient membre du comité d'État du Parti démocrate du New Jersey ; en 1954, elle en devient la vice-présidente.
En 1950, elle est la candidate démocrate à la mairie de Red Bank, ville alors majoritairement républicaine. Elle bat cependant son adversaire républicain Stanley O. Wilkins et prête serment le 1er janvier 1951, devenant la première femme à occuper ce poste et la première personnalité démocrate depuis plus de vingt ans,. Elle est réélue deux fois, restant maire jusqu'en 1956.
En 1954, le gouverneur Robert B. Meyner la nomme commissaire de la New Jersey Turnpike Authority (en) (Autorité des transports du New Jersey), qui ouvre le Garden State Parkway (en). En 1955, elle est devient la présidente, restant à ce poste pendant dix ans. Elle est la première femme aux États-Unis à occuper un tel poste.
En 1960, elle se présente pour le 3e district du New Jersey aux élections pour la Chambre des représentants des États-Unis mais elle échoue à battre le titulaire du poste, James C. Auchincloss (en). En 1961, elle est nommée trésorière du New Jersey par intérim.

### Carrière diplomatique
Le 4 mars 1964, lors d'un dîner du Women National Press Club, le président des États-Unis Lyndon B. Johnson annonce qu'il nomme Katharine Elkus White ambassadrice des États-Unis au Danemark. En parallèle, il nomme neuf autres femmes à des postes fédéraux, souhaitant ainsi mettre fin à leur quasi-absence dans les institutions du pays.
Elle reste ambassadrice jusqu'en 1968. Après sa retraite, elle retourne à Red Bank, où elle travaille avec des organisations locales et nationales, dont le United Negro College Fund. Elle est également membre du conseil d'établissement de l'université Rutgers entre 1976 et 1980.
Elle meurt au Riverview Medical Center de Red Bank à l'âge de 78 ans.

## Source
- (en) Cet article est partiellement ou en totalité issu de l’article de Wikipédia en anglais intitulé « Katharine Elkus White » (voir la liste des auteurs).